# أرشيبالد ماكنيل
أرشيبالد ماكنيل (بالإنجليزية: Archibald McNeill)‏ (و. القرن 18 – 1849 م) هو سياسي من الولايات المتحدة الأمريكية ولد في مقاطعة مور (كارولاينا الشمالية).
وهو عضو في الحزب الديمقراطي الأمريكي .